# Шевырялово
Шевырялово — село в Сарапульском районе Удмуртии.

## История
Заселение этой местности началось в XV—XVI веках.
Впервые название села встречается в Писцовой книге Казанского уезда 1647—1656 гг. Вот что сказано там о селе Шевырялово, тогда еще бывшем деревней:

Деревня Шевырялова на речке Шевыряловке: пашни и перелогу восмь длинников, семнадцать поперечников, итого сто тридцать шесть десятин в поле, а в дву по тому ж; да бобыльские пашни десятина в поле, а в дву по тому ж; тое же деревни по большой дороге на дуброве розчистные пашни бобыля Федотка, прозвище Богдашка Яковлева, два длинника, три поперечника, итого шесть десятин в три поля, а в одно поле две десятины, а в дву по тому ж. полянка меж деревни Шевыряловы и меж деревни Поспеловы на речке Сарапулке, владеет деревни Шевыряловы крестьянин Гришка Власов сын Сушков: переложные земли два длинника, полтретья поперечника, итого пять десятин в поле, а в дву по тому ж.
То есть площадь деревенских земель составляла примерно 440 га в поле. Согласно Писцовой книге, деревня уже в то время имела большой экономический потенциал, по сравнению с другими соседними деревнями. Это следует из того же документа, где перечисляются села, деревни и починки около Сарапула, «вниз реки Камы»: если деревня Шевырялово имела 136 десятин в поле, то деревня Дубровка — 72 десятины, починок Антипин — 24 десятины, деревня Болотниково — 40 десятин, починок Киселёв — 22 десятины.
По данным переписной книги 1701 года в деревне Шевырялове проживали крестьяне с фамилиями Русинов, Овчинников, Кирьянов, Пермяков, Пердунов, Чюверов, Мельников и Лапин.
В Ландратской переписи 1716 г. сказано о переезде одного из крестьян в деревню Шевырялово, говорится о размерах его двора и тягла. Из этого источника можно узнать имена одних из первых поселенцев села. Григорий Самойлов, которому 45 лет, его жена Василиса Иванова, сын Алексей 22 лет и его жена Марья Осипова, а также его брат Ефрем с женой Ориной, сыном Петром и дочерью Федосьей переселились в деревню Шевырялову в Сарапульскую дворцовую волость.
В конце XIX века деревня упоминается в книге Ю. В. Приказчиковой, в которой собраны устные исторические рассказы. Автор анализирует фольклорное сознание, в котором осмысляются объекты, персонажи и события, вписанные в контекст локальной истории.

Деревня Шевырялово расположена при реке Шевыряловке. Жители — русские. Возникла деревня около 250—300 лет назад. Местность эта прежде заселена была башкирами, памятником чего осталось кладбище, находящееся в 200 саженях от деревни на северо-восток, называемое теперь «могильниками». Крестьяне находили чугунные шарики и копья.

## Этимология названия
Местные жители утверждают, что название села связано с именем первопоселенца, который построил здесь первый дом, дав начало новой деревне. Согласно преданию, человек по имени Шевыр (Шевыря), искал место для постройки нового жилища для себя и своих сыновей. Ему очень понравилось это место, он построил здесь землянку. Поселение, которое вскоре выросло вокруг стали называть Шевыряловом, а речку, которая протекала в деревне и впадала в р. Сарапулка, нарекли Шевыряловкой. У Шевыра было два брата — Антип и Отун, которые, встав на ноги, решили отделиться от его хозяйства. Они построили свои дома неподалёку, основав новые деревни — Антипино и Отуниху.
Согласно словарю русских фамилий, Шевыря — тот, кто ворошит все кругом. Прозвище шевырь (шевыря) приставало к тому, кто слишком дотошен: роется, где не надобно, ковыряется, ворошит все кругом. Обычно так называли балованных детей. То есть имя вполне могло принадлежать русскому человеку, который обладал таким прозвищем. От этого имени происходит такая, вполне русская, фамилия, как Шевырев. Согласно Толковому словарю В. И. Даля, слово «шевылять» имеет множество значений и означает в некоторых диалектах ковылять, ходить вперевалку. В некоторых районах России употребляется также слово, которое звучит как «шевырять». Означает оно ковырять, копаться, рыться в чем-либо, шевелить, мешать, перерывать. Многочисленные однокоренные слова, произошедшие от слова «шевырять», имеют множество значений. Например, Шевырка — это деревянная ложка, хлебалка. Шевырюга и шевырюжка — скат, струп, плоть, мокрая перша, перхоть, которая сходит в бане от тренья. Шевыряла, шевыря — ворошила, шевелила, кто роется, где не должно. Шевырялка означает ковырялка, мешалка, веселка, ожег и пр.

## История сельской церкви
Жители деревни относились к приходу Сарапульского Вознесенского собора. Непосредственно в самой деревне располагалась часовня, которая не имела своего прихода и причта. В ней совершались богослужения и некоторые церковные обряды по большим праздникам. О времени возникновения часовни ничего неизвестно, в источниках сообщается лишь то, что часовня существовала в деревне «изстари».
15 марта 1908 года сельский сход в составе 64 человек из 94, имеющих право голоса, в присутствии сельского старосты Гуверова решал вопрос о капитальном ремонте часовни. Ввиду того, что часовня окончательно пришла в негодность, съезд постановил её снести. Кроме того, на этом же съезде были выбраны доверенные лица, которым было поручено ходатайствовать об этом деле в вышестоящие органы. Это были грамотные крестьяне — Верилад Никитич Глухов, Тимофей Петрович Русинов, Андреян Парфенович Терсинских.
26 марта 1908 года датировано прошение о постройке в деревне Шевырялово молитвенного дома с алтарём, направленное в Сарапульское духовное правление. К прошению был приложен приговор, в котором говорилось, что деревня состояла из 112 дворов и находилась от приходского храма в 10 верстах. Так как это довольно далеко, то это лишало возможности посещать храм некоторых жителей деревни, особенно престарелых и детей. Поэтому устройство храма в самой деревне могло бы решить эту проблему и облегчить посещение церкви не только жителям деревни Шевырялово, но и соседних с ней деревень — Ехлачихи, Маклино, Маракуши, Антипино.
Благочинное устройство одобрило это прошение. По его отзыву, постройка молитвенного дома была бы здесь вполне уместна в религиозном отношении. Ввиду изложенного дела было решено разрешить постройку церкви на месте старой часовни, существующую часовню приказано разобрать, а годный материал использовать для постройки молитвенного дома.
Проект вместе с приложенным к нему планом был отправлен в строительное отделение Вятского губернского правления. Рассмотрев этот документ, оно пришло к заключению, что план составлен неправильно, так как передний фасад не соответствует боковому, конструкция потолков и стропил неудовлетворительна и непонятна, и весь проект составлен без соблюдения правил строительного искусства. Решено было также отправить план на доработку, исправление существующих ошибок и приведение к нормам строительного искусства. Священник Сарапульского Вознесенского собора Василий Шитов предоставил рапорт в Сарапульское Духовное правление, который содержал вновь составленный план для постройки молитвенного дома в деревне Шевырялово.
Новый план вновь поступил на рассмотрение в строительный отдел Вятского Губернского правления. Оно постановило и в этот раз, что составленный проект составлен неудовлетворительно, так как фасад начерчен безграмотно, в разрезе не указаны конструкция фундамента, полов, потолков и стропил и, кроме того, лестницы на колокольню не показаны. План вновь был отправлен на доработку. В конце концов, лишь в третий раз, 2 марта 1909 года, план был утверждён. 7 апреля 1909 года указом Сарапульского Духовного правления было разрешено построить молитвенный дом и совершать в нем богослужение на переносном антиминсе по предварительному освидетельствованию прочности построения храма техником или архитектором.
Церковь в деревне была выстроена на средства, пожертвованные жителями деревни Шевырялово и соседних с ней деревень, а также при помощи некоторых благотворителей из Сарапула. В частности, архивные документы доносят до нас имя одного мецената — В. Х. Шитова. По окончании строительства был составлен акт осмотра. Согласно этому документу здание церкви было построено из брёвен, располагалось на каменном фундаменте. Цоколь от земли был выложен кирпичной кладкой. Одновременно, в одной связке с храмом была выстроена колокольня, на которой были размещены 5 колоколов разной величины.
Всё здание было разделено по длине поперечной капитальной стеной, отделяющей алтарь и стены притвора, примыкающие к главному зданию. Пол был устроен непосредственно на земле — бетонный, с цементированным верхним слоем. Потолок был деревянный.Верхняя часть колокольни имела в плане восьмиугольную форму, основанием которой служат четыре коренных столба, идущих по северной и западной стенам притвора и скрепленных со стенами. Концами они опирались на балки, врубленные в стены притвора. Крыша была покрыта железом. По размерам храм был небольшой. Размеры храма: от Царских врат до западных дверей 11 аршин в длину и ширину (1 аршин ≈ 72 см). Высота храма — 6, 75 аршин. То есть длина храма составляла около 8 м, высота — около 5 м.
В храме был расположен один святой престол, который был освящён 31 мая 1909 года во имя святого великомученика и страстотерпца Дмитрия Солунского, в честь которого и была названа церковь. Храм отапливался двумя голландскими печами. В зимнее время ставилась ещё и железная печь.
Настоятелем церкви с 25 августа 1925 года был родившийся 18 сентября 1855 года Вячеслав Петрович Бережнев, сын священника Уфимской епархии. Он окончил Уфимскую духовную семинарию, затем поступил в Казанскую духовную академию, где окончил курс со степенью кандидата богословия.
С 1909 по 1923 год она была приписана к Вознесенскому собору города Сарапул. Только в 1924 году был образован Шевыряловский приход, в который, помимо самого села, вошли деревни Ехлачиха, Маклино, Антипино, Маракуши.
При церкви имелся церковно-приходской совет. Совет, избранный 10 февраля 1929 года, состоял из 15 членов. Его председателем был житель деревни Ехлачиха Иван Михайлович Мельников, церковным старостой и казначеем — житель деревни Антипиной Михаил Григорьевич Лепихин, секретарём Совета — житель села Шевырялово Степан Прохорович Большаков.
Так же имеется информация о религиозном составе населения села. Так, там говорится, что посторонних течений или церковных групп в приходе нет. Всё население шевыряловского прихода — русское, инородцев нет. Раскольников-австрийцев — 5 домов, сектантов-евангелистов — 7 домов. Есть ещё 3 дома даниловцев, не признающих святых икон.
Шевыряловская церковь была закрыта 27 сентября 1930 года. Помещение использовалось как школа. Затем здание пришло в негодность и было разобрано.

## История школы
В 1900 году в Шевырялово была открыта школа грамотности. Для школы Сарапульское уездное отделение нанимало квартиру, в которой занимались дети. В 1903 году на средства училищного Совета при Святом синоде было построено собственное здание с квартирой для учителя, а школа преобразована в церковно-приходскую. Заведующим школой состоял протоиерей Вячеслав Бережнев, законоучителем — священник Василий Шитов и учителем — уволенный из 3 класса духовной семинарии Сергей Виноградов. Но к 1915 году школа стала мала для растущей деревни.
11 октября 1915 года собрался сельский общинный сход, в составе 70 человек, домохозяев. На сходе было принято решение о расширении здания школы. Жители просили начальство духовного правления оказать им материальную помощь в постройке здания. Для осуществления этого проекта они просили выделить им 3136 рублей 35 копеек, из которых 1568 рублей 35 копеек должны были составить безвозвратную ссуду. Оставшиеся деньги — 1568 рублей с процентами — представители обязывались выплатить в течение 40 лет — по 40 рублей в год. В результате этого прошения в 1915 году были составлены смета и проект устройства деревенского пристроя и надстроя второго этажа к существующему зданию.
Здание нынешней, кирпичной школы, было построено в 1980 году.

## Население
| Численность населения по годам |      |      |      |
| Дата оценки или переписи       | 1929 | 2003 | 2009 |
| Численность населения          | 767  | 1157 | 1294 |

Большинство населения составляют русские. В селе также проживают представители других национальностей: удмурты, татары, марийцы и другие. По состоянию на 2009 год русское население села составляло 923 человека (71 % от всего населения), вторая по численности национальность — удмурты, их в селе проживало 324 человека (25 % всего населения), на третьем месте — татары — 23 человека (1,7 % всего населения).